# チャコヴェツ
チャコヴェツ（クロアチア語:Čakovec）はクロアチア北部メジムリェ郡にある都市。メジムリャ郡の郡都であり、ムール川とドラーヴァ川の間に位置し工業の他葡萄栽培で良く知られ、農業や狩猟も盛んである。

## 歴史
古代ローマの地理学者ストラボンの『地理誌』によれば、今日のチャコヴェツの場所には1世紀沼地が広がりアクアマ（Aquama,濡れた町）と呼ばれ軍事郵便の中継地や駐屯地などが置かれていた。チャコヴェツ（ハンガリー語:Csáktornya、ドイツ語:Csakathurn,Tschakathurn）の語源はディミトリウス・チャーキ伯爵（Dimitrius Csáky）の姓から来ている。13世紀、木造の要塞がチャーキ伯爵によって着工され、後にチャーキ塔（Čakov toranj）と名付けられている。文書に初めて記録されたのは1328年のことで、1333年には公式の記録書に残されている。1350年から1397年にかけてはラッコヴィッチ家（Lacković）の領有であった。
1547年以降、ニコラ・シュビッチ・ズリンスキがクロアチアのバン（総督）になってからの時代チャコヴェツは経済的にも文化的にも大きく発展したと考えられる。当時、城は贅沢に装飾され著名な軍人や君主の彫刻や庭園によって囲まれていた。デューク・ユライ5世（ズリンスキ）が1579年5月29日にチャコヴェツ要塞やその近辺に住民の居住を認め、自由都市としてのチャコヴェツが始まった。その日は都市記念日となっている。城は16世紀から18世紀にかけズリンスキ家の所有であった。今日、ズリンスキ旧市街(Stari grad Zrinskih)として知られ、チャコヴェツのランドマークとなっている。ズリンスキ公園が中央広場や市中心部から程近い場所にある。
1738年地震によって壊滅的な被害を蒙り、1741年の大火や1880年の震災など災害にも見舞われている。18世紀町の領有はフェシュテティッチ公爵になり、工業や商業が発展し大きな地位を占めるようになる。1848年、ヨシップ・イェラチッチがバンになるとチャコヴェツはハンガリー人から解放され、1860年からブダペストや港があるリエカ、トリエステなどを結ぶ鉄道が建設される。1918年まではハンガリー王国のザラ郡に属していた。第二次世界大戦中の1941年から1944年にかけて再びハンガリーの支配下にあった。

## 経済
チャコヴェツはクロアチア国内でも10位以内に入るGDPが高い地域である。工業や商業、学術などのメジムリェ郡での中心都市で、繊維業、靴、食品加工、金属加工などの工業が基盤となっている。チャコヴェツを拠点とするTIZ Zrinskiはメジムリェ郡最大の印刷、出版企業でクロアチア北部の大企業の一つである。その他にも多くの企業がチャコヴェツを拠点としている。

## みどころ
チャコヴェツはスポーツが盛んな地域でハンドボールの世界大会なども開かれている他、毎年夏には多くの文化的な催しが開かれている。また、博物館や教会なども訪れる価値がある。

## 交通
鉄道によってザグレブやハンガリー方面と結ばれている他、バイパス経由(20号線)でハンガリー方面へ延びる高速道路A4線に接続している。

## 姉妹都市
- ナジカニジャ、ハンガリー
- プウォンスク、ポーランド
- シュランベルク、ドイツ
- ヴェレニエ、スロベニア

## ゆかりの人物
- ロベルト・ヤルニ - 元サッカー選手
- ルドルフ・シュタイナー - アントロポゾフィーの創始者
- ヨシプ・ストルチェル＝スラヴェンスキ - 作曲家
- フィリプ・ウデ - 体操競技選手
- ブランコ・イバンコビッチ - サッカー指導者